# دادگاه ویژه لبنان
دادگاه ویژه لبنان (انگلیسی: Special Tribunal for Lebanon) یا به اختصار STL یک دادگاه بین‌المللی است که از سوی شورای امنیت برای بازرسی و دادخواهی از مسئولان ترور نخست وزیر سابق لبنان رفیق حریری و ۲۱ نفر دیگر در ۱۴ فوریه ۲۰۰۵ و حمله‌های مرتبط بر اساس قانون کیفری لبنان تشکیل شده‌است. این دادگاه نخستین دادگاه بین‌المللی بود که برای قضاوت در مورد تروریسم به وجود آمد. بر خلاف دیگر دادگاه‌های کیفری، دادگاه ویژه لبنان اجازه محاکمه غیابی را دارد.
دادگاه یازده قاضی بین‌المللی و لبنانی دارد که از سوی دبیر کل سازمان ملل متحد برای سه سال انتخاب می‌شوند. مقر دادگاه در لایدشخندام لاهه است و دفتری در بیروت پایتخت لبنان دارد.